# Uranus (planet)
 For alternative betydninger, se Uranus. (Se også artikler, som begynder med Uranus)
Uranus er den syvende planet fra Solen i Solsystemet og var den første planet der blev opdaget i historisk tid. William Herschel opdagede d. 13. marts 1781 en tåget klat, som han først troede var en fjern komet. I slutningen af 1781 konkluderede han at himmellegemet bevægede sig i en planetbane. Uranus er en gasplanet og er, målt på diameteren, solsystemets tredjestørste planet efter Jupiter og Saturn. Uranus er opkaldt efter Jupiters morfar og farfar Uranos.
Uranus' middelafstand til Solen er 19,19 gange så stor som Jordens, det er dobbelt så langt som den sjette planet Saturn. Det tager sollyset 2,65 timer at nå Uranus. Uranus ligger ned i forhold til de andre planeter, med en hældning på 97,9°. Det tyder på at Uranus har været ramt af en massiv planet efter dannelsen. Yderligere er magnetfeltets akse 59° forskudt for rotationsaksen og skærer ikke centrum.

## Ringe
Uranus har et ringsystem på samme måde som Saturn har det, omend Uranus' ringe langt fra er så imponerende som Saturns.
Ringene om Uranus blev opdaget ved et tilfælde, da man i 1977 observerede Uranus passere foran en stjerne – sådanne observationer kan fortælle om planetens størrelse og noget om atmosfæreforholdene – og registrerede ti »ekstra« formørkelser; fem før og fem efter selve Uranus' passage. Man konkluderede at Uranus har fem ringe, og beregnede sig til at den yderste ring er knap 100 km bred, mens de øvrige 4 er ca. 10 km brede.

## Måner
I 2018 kender man 27 måner i kredsløb om Uranus; se artiklen Uranus' måner. De kan groft opdeles i de fem der blev opdaget inden rumfartens tidsalder, som samtidig er de fem største. Herefter har man ved hjælp af billeder fra rumsonden Voyager 2, samt observationer fra jord-baserede observatorier opdaget yderligere 22 måner.